# ASOA Valence
El Association Sportive d'Origine Arménienne de Valence (en español: Asociación Deportiva de Origen Armenio de Valencia), conocido simplemente como ASOA Valence, fue un equipo de fútbol de Francia que alguna vez jugó en el Championnat National, la tercera liga de fútbol en importancia en el país.

## Historia
Fue fundado en el año 1920 en la ciudad de Valence por inmigrantes armenios y nunca pudo jugar en la Ligue 1 ni tampoco en la Ligue 2.
En la temporada 2004/05 el club quedó en segundo lugar en el Championnat National, con lo que tuvo la oportunidad de ascender a la Ligue 2 por primera vez en su historia, pero esto no se dio por problemas financieros, que trajo como consecuencia la desaparición del equipo.
En ese mismo año nació el AS Valence, el cual es considerado el club sucesor del ASOA Valence, aunque este equipo juega en los niveles amateur de Francia.

## Entrenadores desde 1984
- 1984 - 1993:  Pierre Ferrazzi
- 1993 - 1995:  Didier Notheaux
- 1995 - 1998:  Léonce Lavagne
- 1998 - 1999:  Bruno Metsu
- 1999 - 2000:  Denis Zanko
- 2000 - 2003:  Didier Notheaux
- 2003 - 2005:  Alain Ravera
- 2005 - agosto de 2005:  Jean-Christophe Cano
- Fuente:[2]

## Jugadores

### Jugadores destacados
| - Éric Assadourian - Hamlet Mkhitaryan - Oumar Tchomogo - Walquir Mota - Pius N'Diefi - Bill Tchato - Marc-Éric Gueï - Roméo Calenda - Philippe Celdran - Alain Decruz | - Marcel De Falco - Laurent Delamontagne - Steeve Elana - Bertrand Fayolle - Frédéric Fouret - Fabien Leclercq - Ronan Le Crom - Yves Mangione - Romain Larrieu - Olivier Sorlin | - Thierry Ganthier - Patrick Weiss - Medhi Lacen - Cédric Kanté - Zoran Dimitrijević - Thomas Dossevi |